# Algerietrevolten
Algerietrevolten (arabiska: ثورة جزائرية; franska: Guerre d'Algérie) var en konflikt mellan Frankrike och algeriska självständighetsrörelser från 1954 till 1962, vilket ledde till att Algeriet fick sin självständighet från Frankrike. Det var ett viktigt självständighetskrig, en komplicerad konflikt som kännetecknades av gerillakrig, maquis, terrorism mot civila, tortyranvändning av båda sidor och franska arméns försvar av kolonialism. Konflikten var också ett inbördeskrig mellan regeringstrogna algeriska muslimer som trodde på ett franskt Algeriet och deras upproriska algeriska motsvarigheter. Konflikten startades av medlemmar av Nationella befrielsefronten (FLN) den 1 november 1954 under Toussaint Rouge ("Röd Alla helgons dag"), och skakade Fjärde franska republikens (1946–1958) fundament och ledde till dess slutliga kollaps.

## Historik
Den 1 november 1954 startade gerillan FLN:s uppror för ett självständigt Algeriet. Landet, som tidigare varit en fransk koloni, var vid denna tidpunkt en integrerad del av det franska moderlandet. Senare inleddes förhandlingar, som slutade med Evianfreden den 18 mars 1962, då eldupphör proklamerades. Den 1 juli 1962 hölls en folkomröstning, där det blev ja till självständighet, och där folket godkände fredsfördraget från Evian. Två dagar senare erkände Frankrike den algeriska självständigheten, och ytterligare två dagar senare utropades den nya staten Algeriet. Den 8 oktober samma år blev Algeriet FN-medlemsland nummer 109.